# Luật cạnh tranh Liên minh châu Âu
Luật cạnh tranh châu Âu thúc đẩy việc duy trì cạnh tranh trong Liên minh châu Âu thông qua các quy định hành vi phản cạnh tranh của các công ty để đảm bảo rằng họ không tạo ra các tập đoàn các-ten và công ty độc quyền mà sẽ gây thiệt hại đến lợi ích của xã hội. Với một lịch sử có từ thời có các quy định cấm các hạn chế thương mại, và chịu ảnh hưởng bởi kinh nghiệm của Đạo luật Sherman năm 1890 và Đạo luật Clayton năm 1914 của Hoa Kỳ, pháp luật cạnh tranh châu Âu ngày nay có nguồn gốc chủ yếu từ các điều 101 đến 109 của Hiệp ước về các chức năng của Liên minh châu Âu, cũng như một loạt các quy định và Chỉ thị. Bốn lĩnh vực chính sách chính bao gồm:
- Cartel, hoặc kiểm soát thông đồng và hành vi phản cạnh tranh khác, theo điều 101 của Hiệp ước về các chức năng của Liên minh châu Âu (TFEU).
- Thống lĩnh thị trường, hoặc ngăn chặn việc lạm dụng vị trí thống lĩnh thị trường của các công ty theo Điều 102 TFEU.
- Sáp nhập, kiểm soát các vụ sáp nhập đề xuất, mua lại và liên doanh liên quan đến các công ty có một số, số tiền được xác định doanh thu trong EU, theo Quy chế sáp nhập[1].
- Hỗ trợ của nhà nước, kiểm soát viện trợ trực tiếp và gián tiếp cho các nước thành viên của Liên minh châu Âu cho các công ty thuộc điều 107 của TFEU.

Điểm cuối cùng này là một đặc tính độc đáo của chế độ pháp luật cạnh tranh châu Âu. Do Liên minh châu Âu được tạo thành từ các quốc gia thành viên độc lập, cả hai chính sách cạnh tranh và tạo ra các thị trường châu Âu duy nhất có thể tỏ ra không hiệu quả nếu các quốc gia thành viên được tự do hỗ trợ các công ty quốc gia khi họ thấy phù hợp. Một báo cáo năm 2013 Civitas liệt kê một số các thủ đoạn được những thành viên người tham gia áp dụng để lách các quy định viện trợ nhà nước về đấu thầu. Cơ quan hàng đầu cho việc áp dụng luật cạnh tranh trong Liên minh châu Âu thuộc về Ủy ban châu Âu và Tổng giám đốc của mình để cạnh tranh, mặc dù viện trợ nhà nước trong một số lĩnh vực như giao thông vận tải, được xử lý bởi Ban Tổng giám đốc khác. Ban Giám đốc có thể uỷ quyền cho rằng viện trợ nhà nước không đúng cách được hoàn trả, như là trường hợp vào năm 2012 với Malév Hungarian Airlines. 